# تيطاف (سيدي أبو عبد الله)
تيطاف هو دُوَّار يقع بجماعة شرفاء مدغرة، إقليم الرشيدية، جهة درعة تافيلالت في المملكة المغربية. ينتمي الدوّار لمشيخة سيدي أبو عبد الله التي تضم 8 دواوير. يقدر عدد سكانه بـ 610 نسمة حسب الإحصاء الرسمي للسكان والسكنى لسنة 2004.

## روابط خارجية
- البوابة الوطنية للجماعات الترابية نسخة محفوظة 12 مارس 2018 على موقع واي باك مشين.
- المندوبية السامية للتخطيط